# Forgács Ottó
Forgács Ottó (Budapest, 1921. február 2. – Budapest, 1999. február 9.) Balázs Béla-díjas (1966) magyar operatőr, egyetemi tanár.

## Életpályája
1940–1945 között filmgyári munkás volt. 1945–1947 között laboránsként dolgozott. 1947–1950 között világosítóként tevékenykedett. 1950–1951 között a Hunnia Filmgyár segédoperatőre, 1951-től operatőre volt. 1950–1954 között a Színház- és Filmművészeti Főiskola tanára volt. 1963-tól a Magyar Televíziónak is dolgozott.

## Filmjei
- Gyarmat a föld alatt (1951)
- A képzett beteg (1952)
- Állami Áruház (1952)
- Böske (1955)
- Mese a 12 találatról (1956)
- Égi madár (1957)
- Csigalépcső (1957)
- Micsoda éjszaka! (1958)
- Szerelem csütörtök (1959)
- Kard és kocka (1959)
- Két emelet boldogság (1960)
- Az arcnélküli város (1960)
- Négyen az árban (1961)
- Napfény a jégen (1961)
- Legenda a vonaton (1962)
- Az aranyember (1962)
- A szélhámosnő (1963)
- Mindennap élünk (1963)
- Özvegy menyasszonyok (1964)
- A pénzcsináló (1964)
- Tilos a szerelem (1965)
- Sok hűség semmiért (1966)
- Az első esztendő (1966)
- Ketten haltak meg (1966)
- Sikátor (1966)
- Az özvegy és a százados (1967)
- Bors (1968)
- A völgy (1968)
- Hazai pálya (1968)
- Az örökös (1969)
- Az alvilág professzora (1969)
- A varázsló (1969)
- Csak egy telefon (1970)
- Hahó, Öcsi! (1971)
- Hahó, a tenger! (1972)
- Egy srác fehér lovon (1973)
- Kopjások (1975)
- Vakáció a halott utcában (1978)
- Tótágas (1978)
- Égigérő fű (1979)
- Családi kör (1980-1981)